# Georg Hermann von Meyer

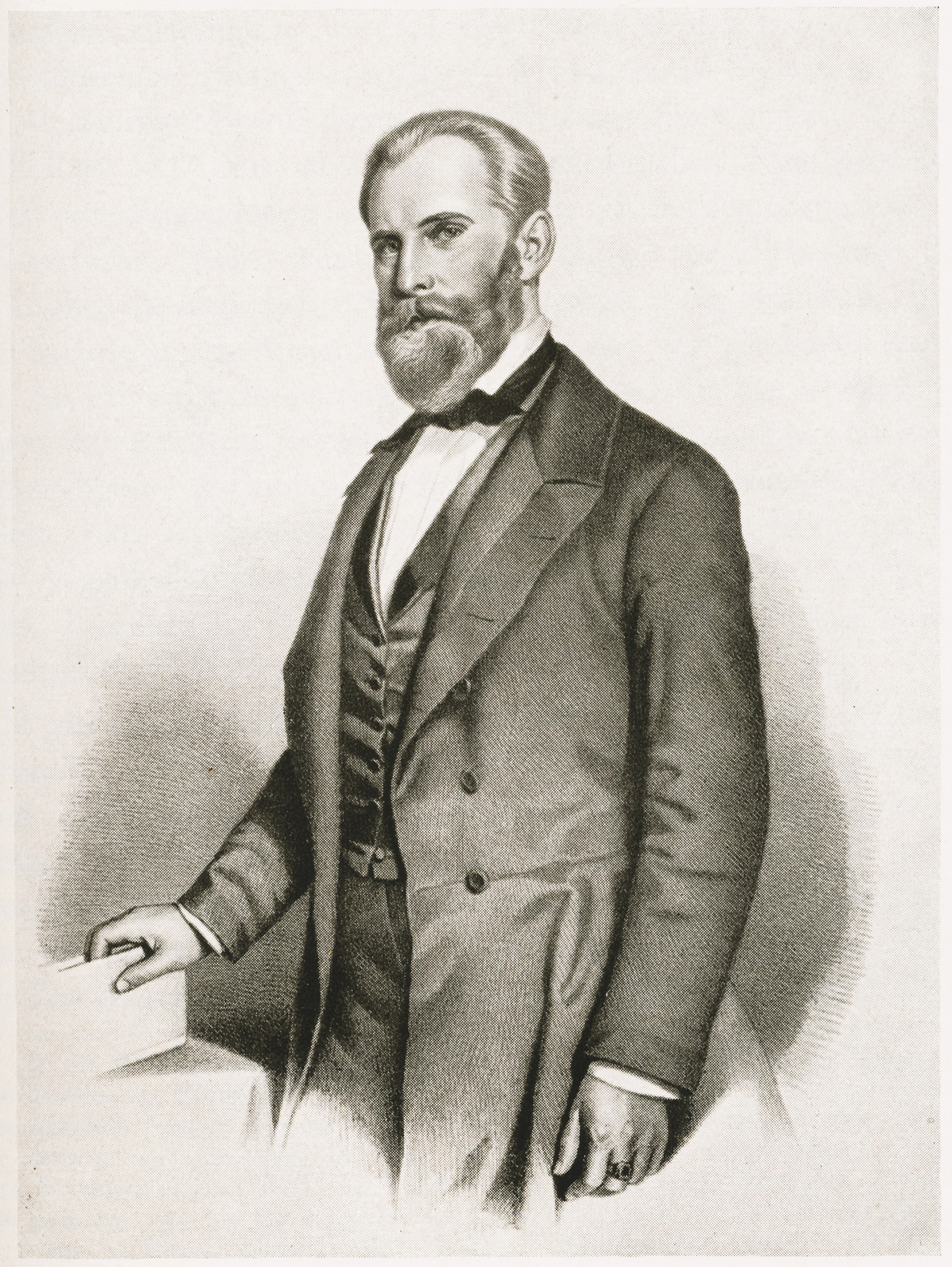
Georg Hermann von Meyer

Georg Hermann von Meyer (* 16. August 1815 in Frankfurt am Main; † 21. Juli 1892 ebenda) war ein deutscher Anatom.

## Leben und Werk
Meyer studierte Medizin von 1833 bis 1839 in Heidelberg, Berlin und Freien Stadt Frankfurt. 1840 habilitierte er sich als Privatdozent in Tübingen. 1844 wurde er als Extraordinarius nach Zürich berufen. 1856 wurde er Ordinarius und Direktor des Anatomischen Institutes. 1889 emeritierte er und kehrte nach Frankfurt zurück, wo er am 21. Juli 1892 starb.
Sein größtes und bleibendes Verdienst erwarb er sich jedoch mit seinem Kampf um die Schuhreform für den zweiballigen Schuh, das heißt für die Unterscheidung von rechts und links mit Schriften seit 1857. Wörtlich: (etwas gekürzt) „Soll nun die Sohle eines Schuhes gut sein,so muss sie so gestaltet sein, dass sie wenigstens die Hauptbewegung der Fußgelenke, wozu auch namentlich die Gelenke der großen Zehe gehören, ermöglicht; in derselbe muss sich deshalb die Linie von der Mitte der Ferse zum Großzehengrundgelenk und zur Großzehe wiederfinden. Wir gingen von dem Grundsatz aus, dass der Schuh wegen des Fußes da ist, und dass er deshalb, ohne seine Funktion zu beeinträchtigen, Schutz gegen die Witterung und den Boden gewähren soll.“ Die Meyersche Linie konnte sich nicht halten, weil sie die Bedeutung des äußeren Strahles (Kleinzehenballen) vernachlässigte. Die Leitlinie des modernen Schuhs geht daher von der Mitte der Ferse durch das Grundgelenk der 2. Zehe.
Meyer war der erste, der 1853 die Schlussrotation beschrieb, eine automatisch ablaufende Verdrehung des Schienbeins gegen den Oberschenkel, die am Ende der Streckung des Knies eintritt und dem Knie Stabilität verleiht.

## Publikationen
Neben etwa 160 Veröffentlichungen in Fachzeitschriften hat er ein Lehrbuch der Anatomie und vier weitere größere spezielle Werke der Anatomie verfasst. Außerdem veröffentlichte er zahlreiche populärwissenschaftliche Darstellungen.
- Lehrbuch der physiologischen Anatomie des Menschen. Engelmann, Leipzig 1856[4]
- Die Statik und Mechanik des menschlichen Knochengerüstes. Engelmann, Leipzig 1873[5]
- Unsere Sprachwerkzeuge und deren Verwendung zur Bildung der Sprachlaute.
- Der Mensch als lebender Organismus.

## Rezeption
Georg Hermann von Meyer gilt als einer der Begründer der funktionellen Anatomie und somit als Wegbereiter der modernen Orthopädie. Gemeinsam mit seinen Zeitgenossen Karl Cullmann und Julius Wolff war besonders sein Beitrag zur Erforschung der Struktur der Knochentrabekel wegweisend.
Im Jahr 2015 widmete sich die Ausstellung Form folgt Fuß im Senckenberg-Museum, Frankfurt am Main Hermann Meyer. Zu der Ausstellung wurde ein Katalog herausgegeben.

## Zitate
„Die Erforschung der Gestalten als solcher ist durch die bisherigen Arbeiten fast als erledigt anzusehen ... Darum ist jedoch die Anatomie noch keineswegs, wie man so häufig äusern hört, eine abgeschlossene Wissenschaft, denn nach Erledigung der angegebenen ersten Aufgabe erwächst ihrer Bearbeitung nunmehr eine neue Aufgabe darin, dass sie auch auf das Verständnis der Formen hinzuwirken hat.“